# Burst
Burst est une section de la commune belge d'Erpe-Mere dans le Denderstreek sur le Molenbeek située en Région flamande dans la province de Flandre-Orientale. C'était une commune à part entière avant la fusion des communes de 1977.

## Démographie

### Évolution démographique
- Sources : INS, Rem. : 1831 jusqu'en 1970 = recensements, 1976 = nombre d'habitants au 31 décembre[2].

## Toponymie
Bursitia iuxta fluuiola Bursitbace (825), Bursicia (814-40), Bursiticia [Bursicia uit Bursiticia] (814-40), Borsta (1096-1100), Burst (1117 ), Bursta (± 1177), Burste (1219), Borst (1223)

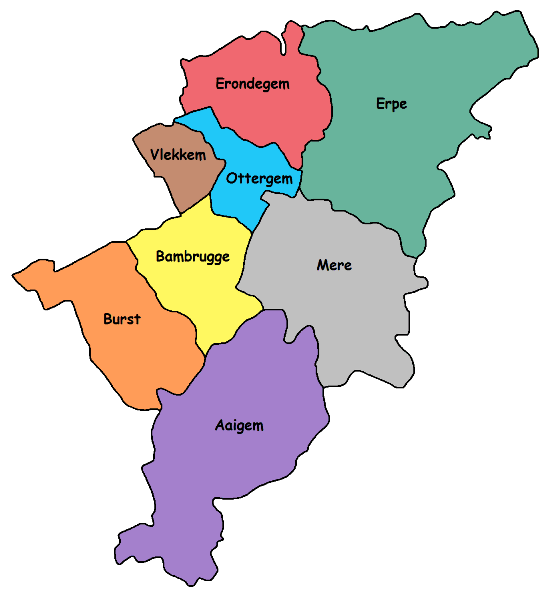
Localisation de Burst dans Erpe-Mere

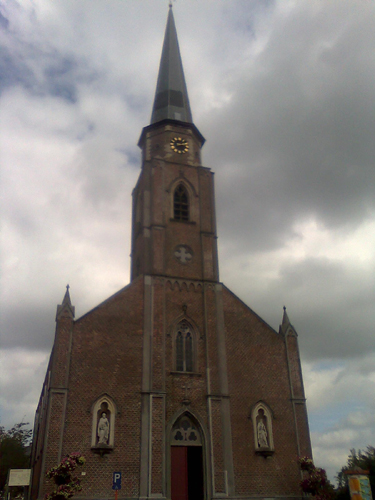
L'église de Burst vue de face
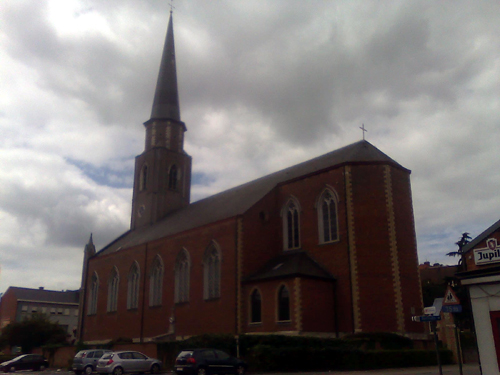
L'église de Burst vue latérale
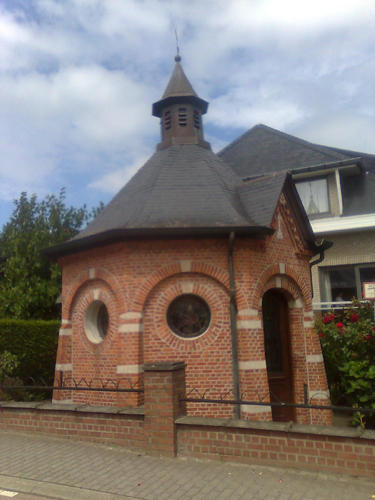
La chapelle à la moitié de Gentsestraat
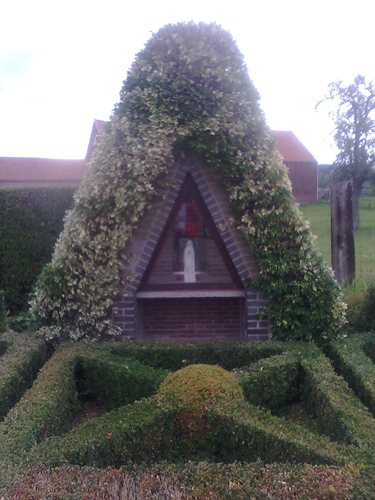
La chapelle à la fin de Gentsestraat
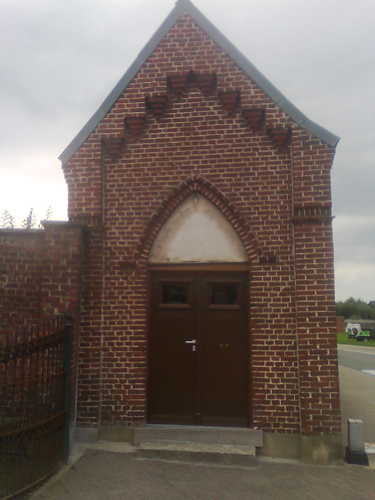
La chapelle au debut de Dorent
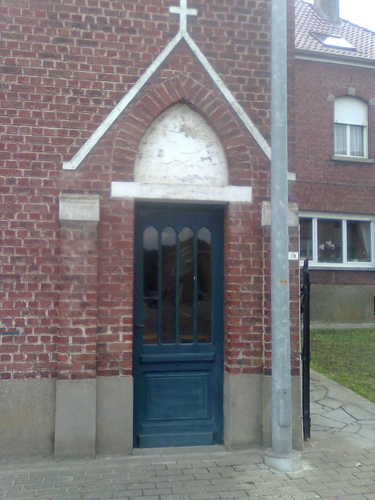
La chapelle à la moitié de Dorent
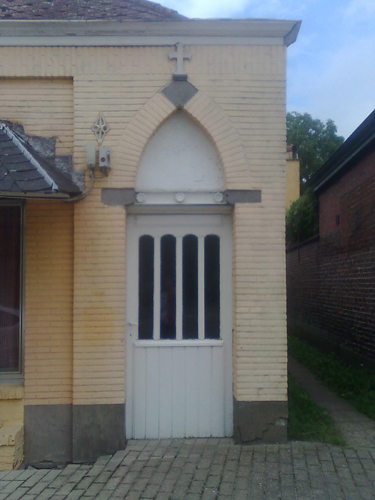
La chapelle à la fin de Dorent
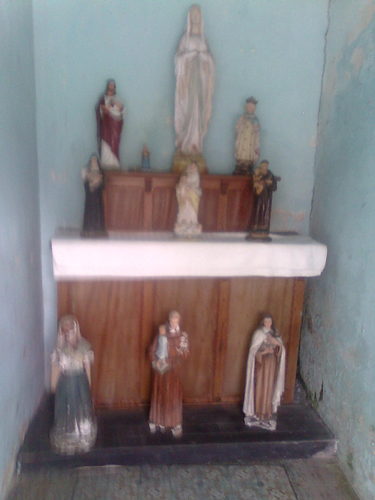
Le mauvais état dans la chapelle à la fin de Dorent
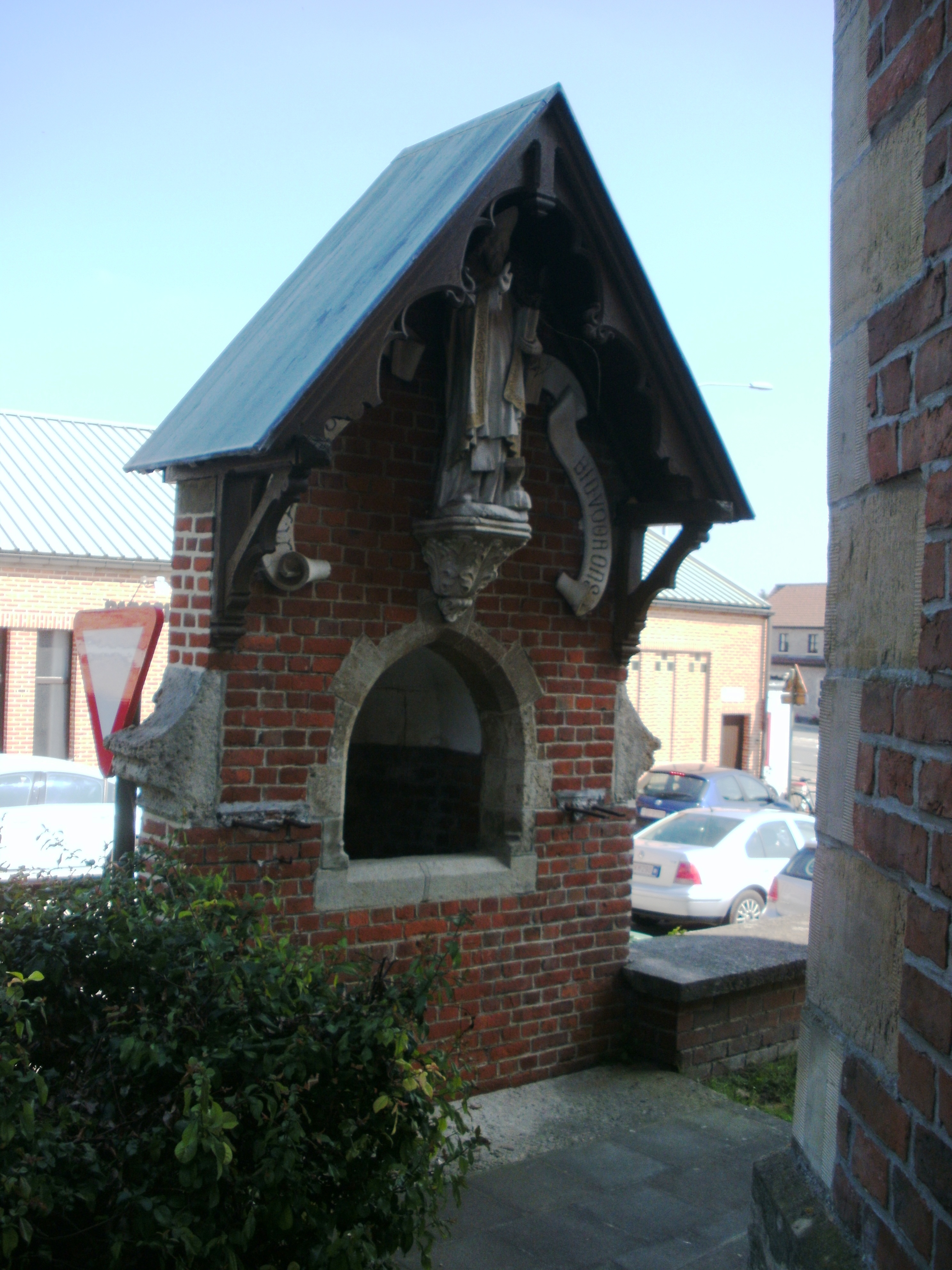
La chapelle à Kerkstraat
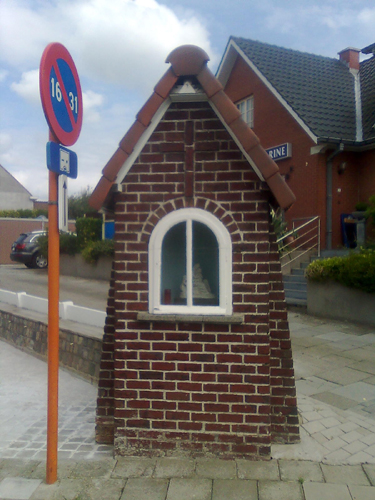
La chapelle à Stationsstraat
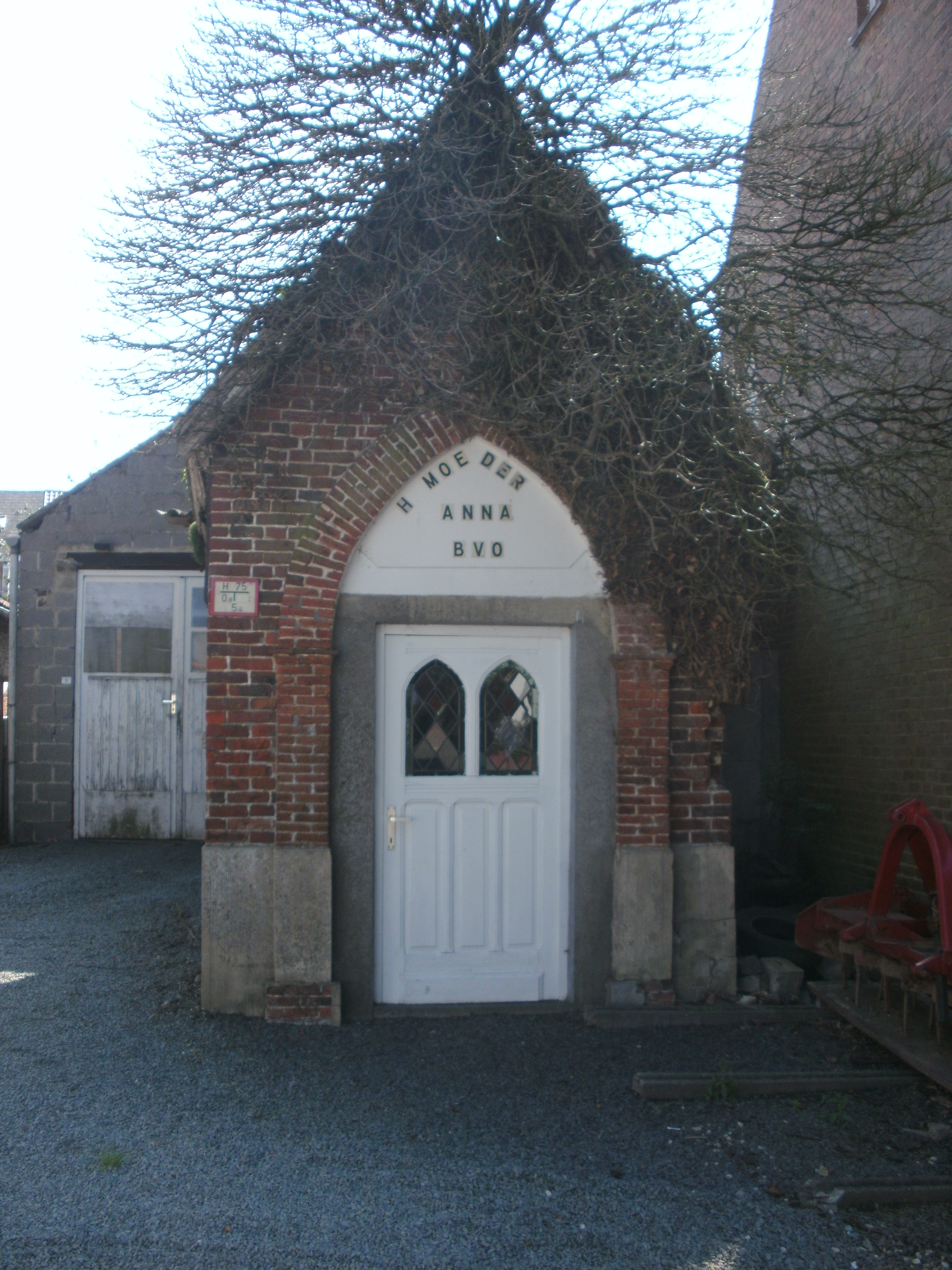
La chapelle à Stokt
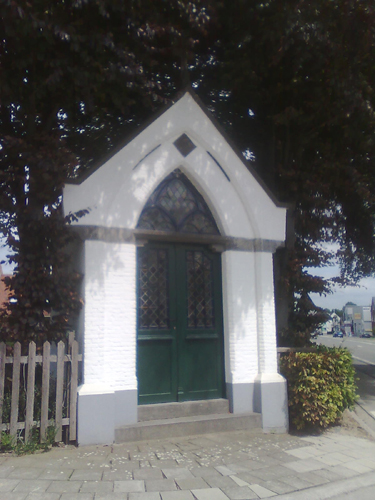
La chapelle à Akkerstraat
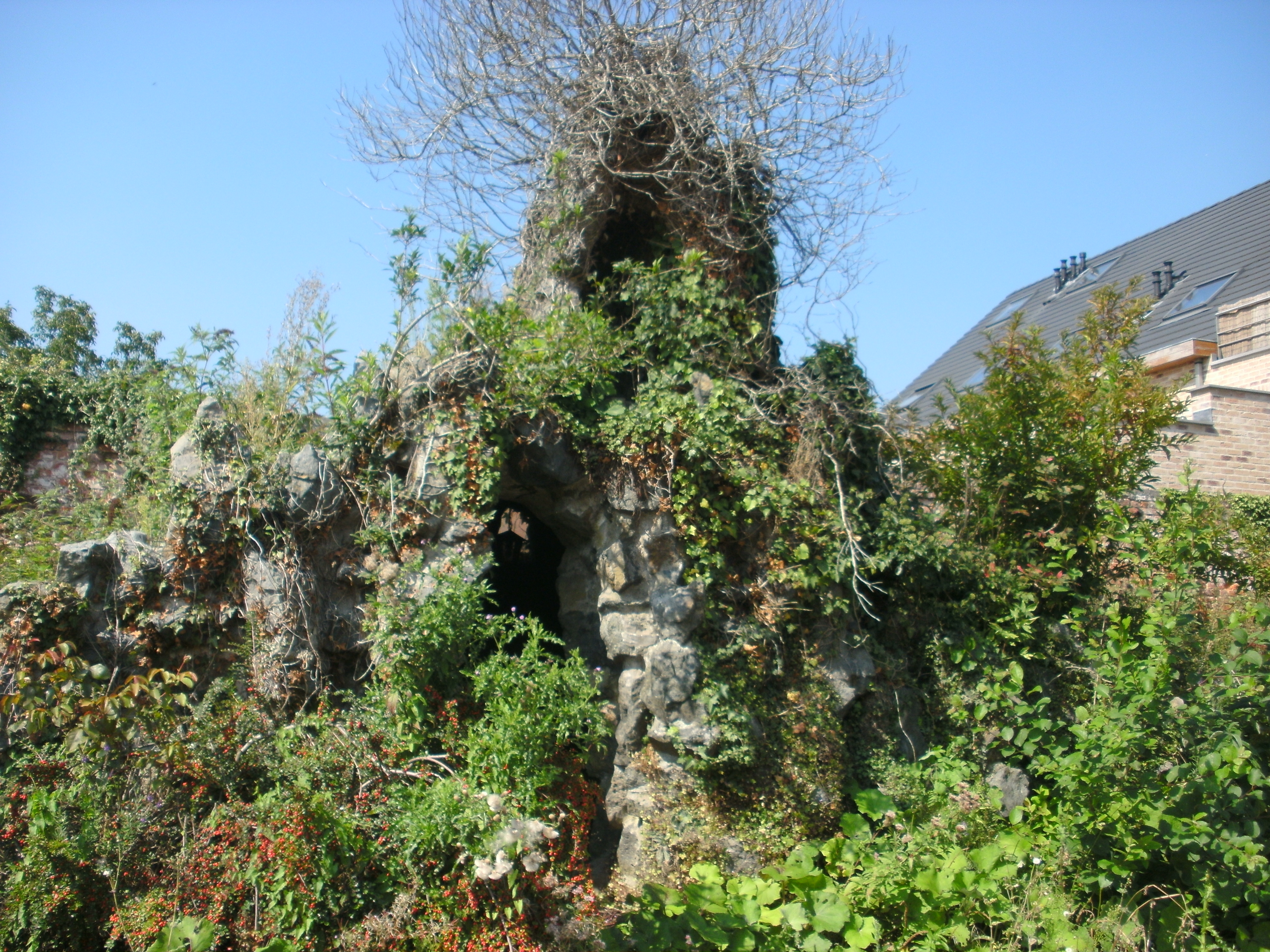
La grotte à Burst
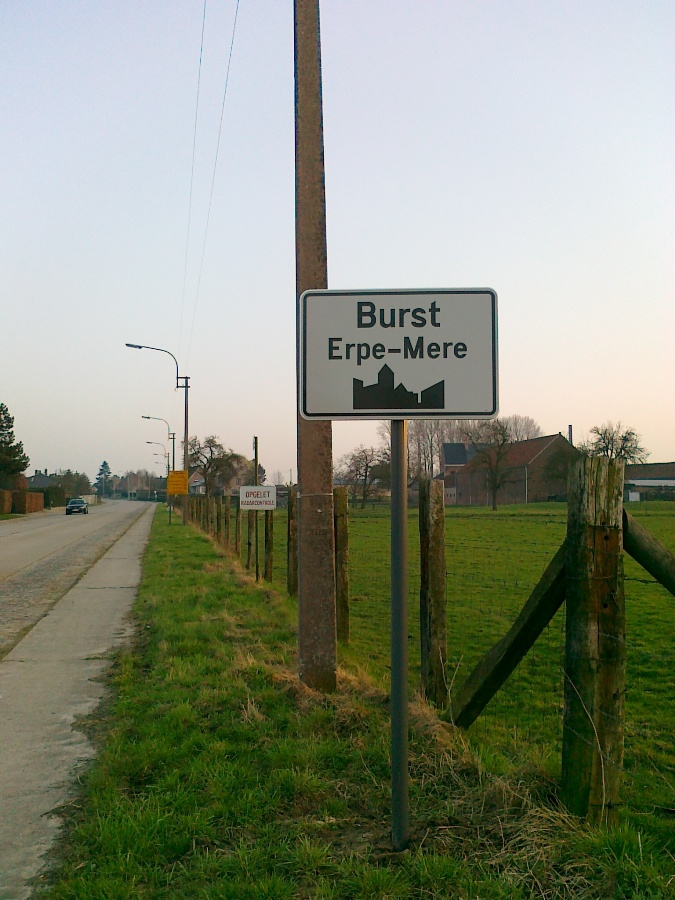
Le commencement de l'agglomération de Burst
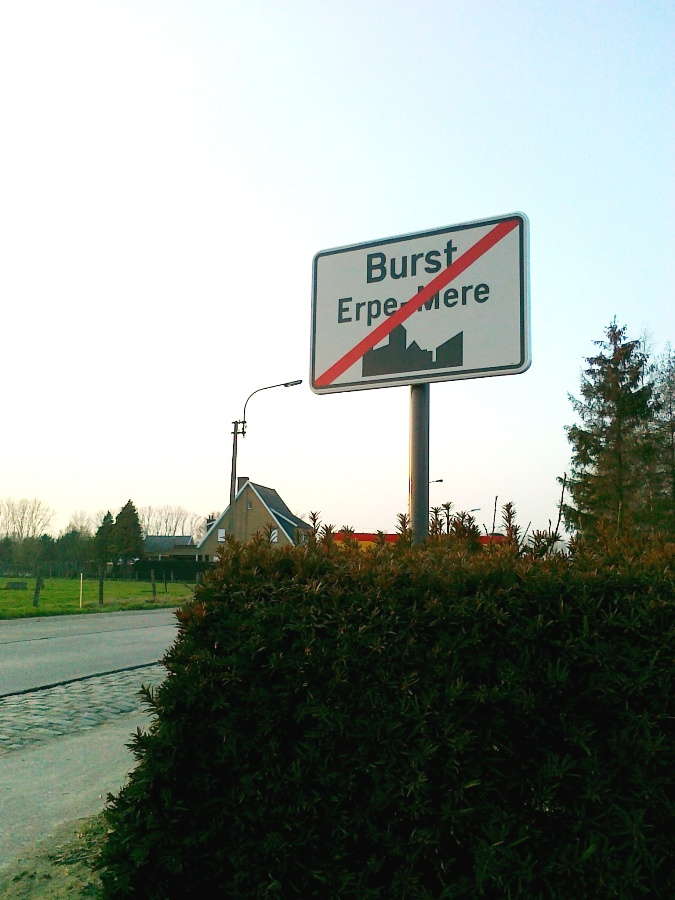
La fin de l'agglomération de Burst

## Sports
Maillots
Dernière mise à jour : 5 juin 2012.
Le Koninklijke Football Club Burst est un club de football basé dans le village de Burst. Fondé le 20 août 1943, le club porte le matricule 3901 et évolue en 2012-2013 en troisième provinciale. Les couleurs du club sont le noir et le bleu.
A l'avenir, les quatre autres clubs d'Erpe-Mere, à savoir le SK Aaigem, le KRC Bambrugge, le KFC Olympic Burst et le FC Mere devraient fusionner.

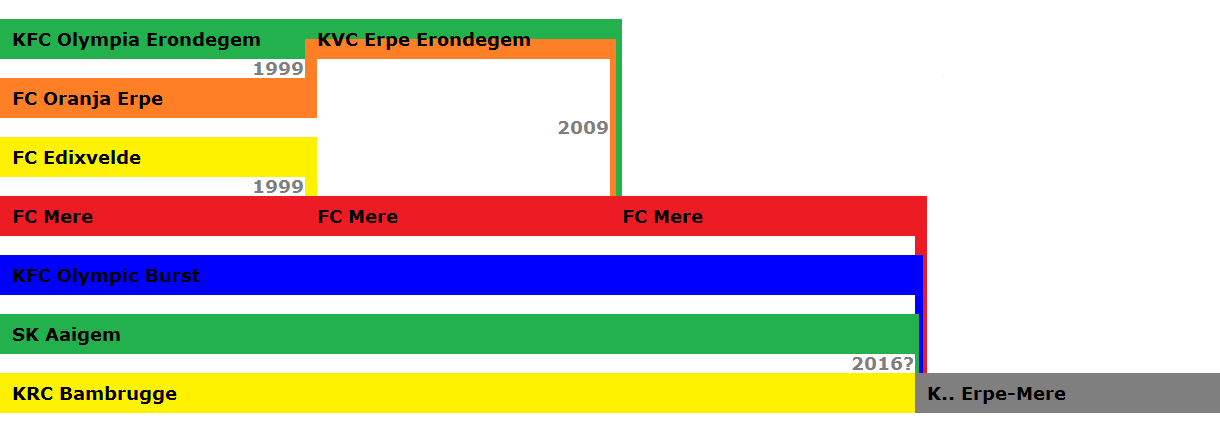
L'évolution des fusions des clubs en Erpe-Mere